# شب سال نو

در گاه‌شماری میلادی شب سال نو (انگلیسی: New Year's Eve) که در بسیاری از کشورها Old Year's Day یا روز سیلوستر یکم گفته می‌شود، آخرین روز سال میلادی و به عبارتی ۳۱ دسامبر است. در بسیاری از کشورها شب سال نو در اماکن عمومی جشن گرفته می‌شود و مردم در این اجتماع ضمن رقص و پایکوبی با تنقلات و نوشیدنی‌ها و تماشای آتش بازی خود را مشغول می‌سازند.
کیریباتی و ساموآ  نخستین جزایری نخ که در آنها سال نو می‌شود و هونولولو در هاوائی آخرین مکانی است که این اتفاق می‌افتد.
جشن  پایان سال قبلاً در امپراتوری روم، برای نخستین بار در آغاز سال 153 پیش از زایش مسیح برگزار می شد. زمانی که آغاز سال از نخستین روز مارس به نخست ژانویه جابجا شد.آیین آغاز دوباره سال پس از ماه دهم رومی بود. ماه های گایوس جولیوس سزار - جولای - و آگوستوس - آگوست - بعداً معرفی شدند. جشن های آتش در آغاز سال به آلمانی ها برمی گردد و میتواند ریشه در چهارشنبه سوری ایرانی داشته باشد. پیوند پایان سال با نام سیلوستر (به آلمانی: مرد جنگلی، از لاتین silva forest) به سال 1582 باز می گردد. در آن زمان، اصلاح سالنمای میلادی آخرین روز سال را از 24 دسامبر به 31 دسامبر، سالگرد مرگ سیلوستر اول († 31 دسامبر 335) منتقل کرد. سالنمای مذهبی نیز از سال 813 از این روز به نام روز نامگذاری خود استفاده کرده است.